# 아유브 칸
무함마드 아유브 칸(우르두어: محمد ایوب خان, 영어: Muhammad Ayub Khan, 1907년 5월 14일 ~ 1974년 4월 19일)은 파키스탄의 군인이자 제2대 대통령(1958년~1969년)이다.
그는 다른 고령의 사관들의 우두머리에 진급을 시킨 최고 사령관 야히아 칸에게 권력을 넘겼다.  그는 1951년 파키스탄의 초대 최고 사령관이 되었고, 파키스탄의 군사 역사상 최연소 현역 장군이자 자기 추천의 최고 사령관이었다.  그는 선출된 국회를 해산하여 권력이 갈망하고 부패한 것을 기소하였다.  이 점에서 그는 무함마드 지아울하크와 페르베즈 무샤라프 같은 다른 군인들이 따른 판례를 세워 그들의 대통령직을 확신기키고 연장하는 시스템을 조종하였다.  군사의 간섭은 국가를 안정시키는 체제에 있어왔다.
자신의 대통령직의 10년의 세월에 국내 총생산이 인상적인 45%에 의하여 오르고, 제조품들이 면화 수출을 대체하기 시작하였다.  하지만 그의 정책들은 상류층 가족들과 군사와 함께 한 영주들을 보상하는 데 계획되어 성실한 민주주의를 복구하는 데 약간의 흥미를 가진 지배적인 과두 정치를 대표하였다.  지아울하크가 나중에 하면서 그는 소련에 대항하는 데 미국과 파키스탄을 제휴시키면서 미국 원조의 수십억 달러를 얻었다.  아직 이 재산은 동등하지 않게 분배되어 빈부차가 심해졌다.  이른바 부패한 선출된 정부를 해산한 그와 그의 가족은 재산을 모았다.  파키스탄에서 이어서의 군사 독재자들보다 그는 정부에서 인기있는 참가가 특권 있는 무대로서 파악된 민족 정신을 창조하고, 상류층들의 참가 지배를 위하여 책임이 있었다.
선출된 정부들은 전복되어 왔고, 부패 혹은 국가의 단일성과 안정을 유지하는 데 무능과 고발되었다.  저서로 〈주인들이 아닌 동지들〉(1967년)이 있다.

## 어린 시절과 군사 경력

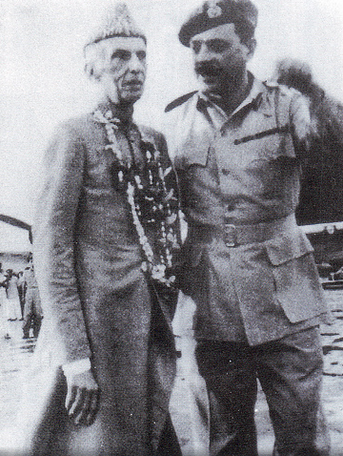
무함마드 알리 진나 총독과 만난 아유브 칸 준장 (1947년)

당시 영국령 인도 제국의 하리푸르 지방의 레하나 마을에서 타린족의 힌드코어를 쓰는 가족에게 태어났다.  무함마드는 인도왕립육군의 기마대 호드슨스 호스에서 리살다르-중령이었던 미르 다드 칸의 2번째 부인의 맏아들이었다.  자신의 기초 교육을 위하여 그는 자신의 마을로부터 대략 4 마일 떨어져있는 사라이살레의 학교에서 수학하였다.  그는 전까지만 해도 노새를 타고 학교에 다닐 정도였다고 한다.  후에 아유브 칸은 자신이 자신의 조모와 함께 살기 시작한 하리푸르에 있는 학교로 전학을 갔다.
1922년 알리가르 대학교에 입학하였으나 자신이 샌드허스트 왕립 육군 사관 학교로 받아지면서 자신의 전공을 완료하지 않았다.  그는 샌드허스트에서 잘 하여 영국령 인도 제국 육군에서 사관 직위가 주어지고, 그러고나서 펀자브 14연대(후에 펀자브 5연대로 알려짐)의 1대대에 입대하였다.  제2차 세계 대전이 일어나는 동안 그는 대위로 복무하고, 후에 버마 전선에서 소령으로 복무하였다.  전쟁에 이어 그는 10위의 고령 사관으로서 파키스탄 육군에 입대하여 와지리스탄에서 여단을 지휘하고, 그러고나서 1948년 동파키스탄(현재의 방글라데시)의 전체를 위하여 책임이었던 장성의 구획 명령으로서 소장의 계급과 함께 시초적으로 동파키스탄으로 보내졌다.  그는 비전투적 복무로 힐랄이주라트 상이 수여되었고, 1949년 11월 고급 부관으로 돌아와, 그러고나서 간단히 대리 최고 사령관을 지냈다.

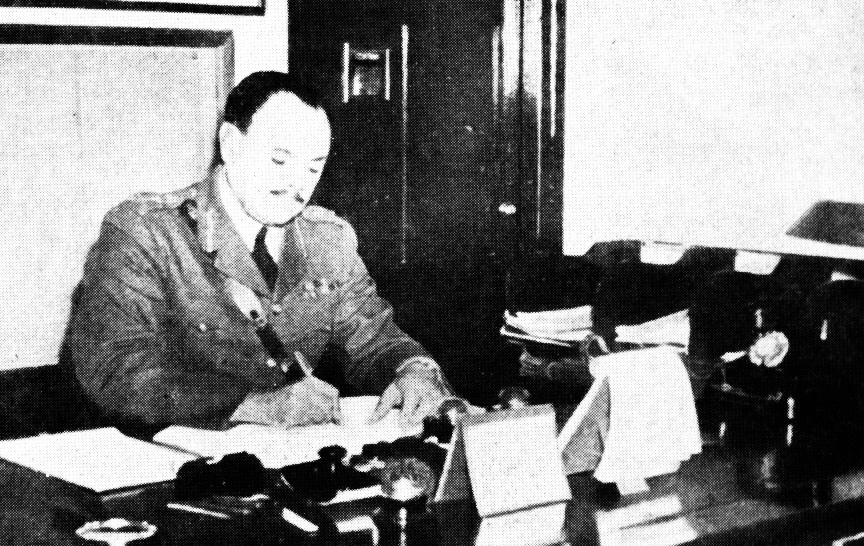
최고 사령관으로 임명된 아유브 칸 (1951년)

## 최고 사령관
1951년 1월 17일 파키스탄 육군의 최고사령관으로 만들어져 장군 더글러스 그레이시 경의 뒤를 이어 그 직위를 보유하는 데 첫 파키스탄 본토 출신의 장군이 되었다.
그가 장군과 대부분의 충성에 최소한 야망적이었기 때문에 그의 임명에 둘러싸인 사건들이 변화의 외부로 진급된 파키스탄의 장군을 위한 판례를 세웠다.

## 국방부 장관
그는 후에 무함마드 알리 보그라의 2차 내각(1954년)에서 국방부 장관으로서 지내는 데 갔고, 1958년 10월 7일 이스칸데르 미르자 대통령이 계엄령을 선포할 때 아유브 칸은 최고 계엄령 집행자로 만들어졌다.  이 일은 군인이 직접 정치에 연루되는 파키스탄 역사상 많은 사례들 중의 하나가 되었다.

## 파키스탄의 대통령 (1958년 ~ 69년)

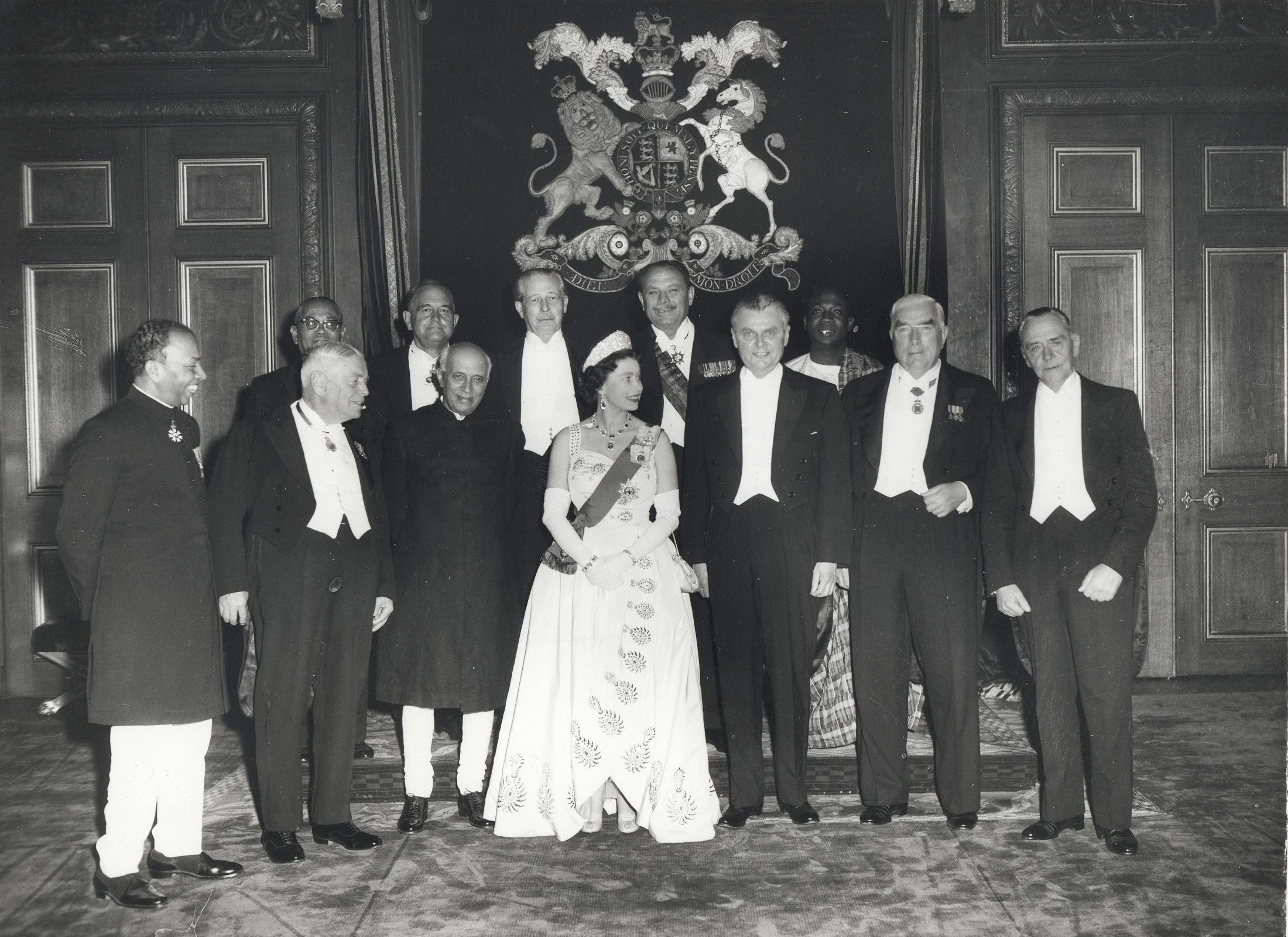
윈저성에서 열린 영연방 정상 회담에서 엘리자베스 2세 여왕과 함께 (뒷줄에서 4번째가 아유브 칸) (1960년)

자신의 파키스탄 육군의 통치를 가진 결과로서 아유브 칸은 무혈 쿠데타에서 10월 27일 미르자 대통령을 물러나게 하여 한밤 중에 미르자를 영국으로 망명시키는 데 3명의 장군을 보냈다.  나라가 독립 이래 매우 불안정한 정치적 분위리를 경험한 이래 이 일은 파키스탄에서 사실 환영을 받았다.
1960년 그는 권력에서 자신의 임기의 간접 투표를 개최하였다.  선거인단의 종류로서 기능을 하여 8만명에 가까운 최근에 선출된 마을의 의원들이 "대통령, 최고사령관 무함마드 아유브 칸을 신뢰하느냐?"라는 의문에 "예" 혹은 "아니오"라고 투표하는 데 허락되었다.  투표의 95.6%를 이긴 그는 확증을 자신의 새로운 시스템을 정식화하는 데 기동력으로 이용하였다.
아유브 칸은 창조된 헌법을 가지는 데 움직여 이 일은 1961년에 완료되었다.  본성에 의하여 공정히 세속한 사람인 아유브 칸의 헌법은 그의 정치인들에 관한 개인적 전망과 정치에서 종교의 이용에 영향을 미쳤다.
1962년 그는 이슬람교를 존경하는 당연한 권리를 준 동안 새로운 헌법을 통하여 밀고 나갔는 데 이슬람교가 국교라고 선언을 하지 않았다.  그 일은 또한 80,000명(후에 120,000명으로 증가)의 기초적 민주주의자들 - 이론적으로 자신들의 선택을 만들 수 있던 남자들, 그러나 그의 통치 아래 본질적이었던 이들에 의한 대통령의 선거를 위하여 마련하기도 하였다.  정부는 언론계를 지도하였고, 아유브 칸은 국회를 허용하여 제한된 권력들 만을 가졌다.

### 법률 개혁
1961년 3월 2일 아유브 칸은 폐지된 순전한 일부 다처 아래 법령을 통하여 이슬람 가족 법률을 소개하여 현재 부인의 동의는 2번째 결혼을 위하여 만들어진 수임자이며, 하나의 수행에서 세번을 선언하여 변경할 수 없이 남성이 선언한 즉시의 이혼의 실행에 억제들이 또한 놓였다.  도시와 시골 지역들에 법률 아래 세워진 중재 재판 회의들은 이런 경우들과 거래하는 것이다. -
- 결혼 생활의 존재 동안 2번째 결혼을 계약하는 데 사람에게 허용의 승인

- 남편과 부인 사이에 논쟁의 화해

- 부인과 자식들에게 생활비를 승인

### 대통령 선거
1964년 아유브 칸은 자신의 분명한 인기에 자신을 가지고 야당 안에서 깊은 표결을 보아 대통령 선거들을 요구하였다.
그는 하지만 5개의 주요 야당들 사이에 잠시의 불동의에 불구하고 합동 야당이 파키스탄의 창설자 무함마드 알리 진나의 누이인 존경스럽고 인기있는 파티마 진나를 성원하는 데 동의하면서 놀랄 만한 사건에 의하여 차지되었다.
진나의 숙고적인 인기와 아유브 칸의 정부와 공공적 불평에 불구하고, 아유브 칸은 1965년 1월 2일 가혹하게 겨루어진 선거에서 투표의 64%와 함께 이겼다.  선거는 국제적 수준과 저널리스트들에게 따르게 하지 않았다.  그 일은 그 후의 역사가와 분석가들이 거의 균등하게 "선거는 아유브 칸의 호의에 장비되었다"고 말하면서 넓게 열렸다.

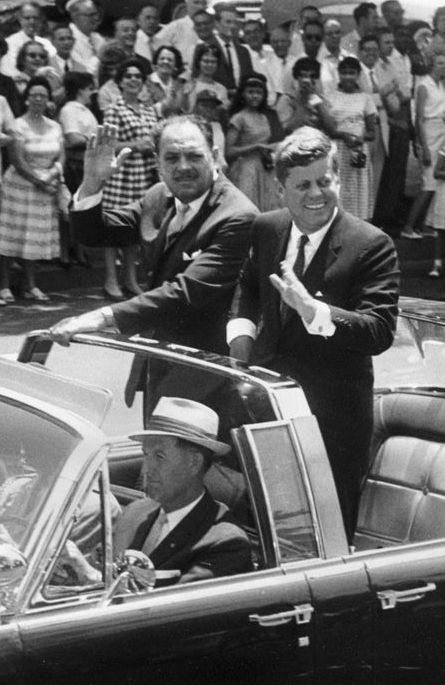
워싱턴 D. C.에 도착한 날 존 F. 케네디 대통령과 함께

### 외교 정책
대통령으로서 아유브 칸은 파키스탄을 소련에 대항하는 데 지구촌 미국의 군사 동맹과 제휴시켰다.  이번에는 이 일이 미국과 유럽의 국가들로부터 주요 경제적 원조로 이끌었고, 파키스탄의 산업적 분야가 재빠르게 자라나 경제를 향상시켰으나 카르텔화가 포함된 중요성은 부유층의 분포에 불평등을 증가시켰다.  그 일은 새로운 수도 이슬라마바드의 건설의 예상에서 수도가 카라치에서 라왈핀디로 옮긴 아유브 칸 아래에 있었다.  1960년 아유브 칸 정부는 경쟁의 인도와 두 나라 사이에 흐르는 펀자브 지방에서 6개의 강 중에 용수를 나누는 것에 관하여 논쟁들을 낙착시키는 데 인더스 용수 조약을 맺었다.
인더스 용수 조약에 불구하고, 아유브 칸은 인도와 냉담한 관계들을 유지하였다.  그는 중공과 가까운 군사와 정치적 인연을 설립하여 소련과 1962년 그 인도와 전쟁과 함께 그 다른점들을 착취하였다.  오늘날로 봐서 중화인민공화국은 파키스탄의 강한 군사, 경제와 정치적 동맹국으로 남아있다.

#### 1965년 인도-파키스탄 전쟁
그의 지배에서 전환기는 1965년 인도-파키스탄 전쟁이었으며 많은 이들이 인도의 공격을 격퇴시킴에 불구하고 전쟁은 거꾸로 당시 파키스탄의 재빠르게 발전하는 경제에 영향을 미치고, "타슈켄트 선언"으로 불린 타슈켄트에서 아유브 칸에 의하여 도달된 타협에서 끝났다.  타협은 많은 파키스탄인들에 의하여 부정적으로 인식되었고, 줄피카르 알리 부토가 아유브 칸의 직위를 사임하고 그에게 상대 후보로 차지하는 데 이끌었다.  모리스 제임스에 의하면 "파키스탄인들을 위하여 아유브 칸은 국가를 배신하였고, 인도인들 앞에서 용서할 수 없을 정도로 국면을 잃었다."고 한다. 전쟁은 또한 지방을 위하여 더많은 자치권을 추구한 셰이크 무지부르 라흐만에 의하여 아와미 연맹이 지휘된 동파키스탄(현재의 방글라데시)에서 대립을 늘이기도 하였다.
1951년 최고 사령관의 직무를 맡은 아유브 칸 장군은 제헌 의회가 권력의 부족하고, 부패한 추세를 가진 근거들에 첫 제헌 의회를 해산하였다.  의회에서 첫 연설자 몰비 탐미주딘은 국가를 위하여 정의를 추구하는 데 신드주 법원을 통하여 나가면서 해산에 도전하였다.  신드주 법원은 호소를 받아들였으나 연방 법원은 신드주 법원의 재판을 "필연의 원칙"으로 해산하였다.  결정에 후기는 파키스탄에서 전부의 독재의 조정의 기초에 지내왔다.
최고 사령관으로서 실제 권력의 중개인 아유브 칸이 전경으로 왔다.  파키스탄에서 특진 장교들은 자신들의 주인들이 아닌 친구들에 의하여 제공된 가격을 거부할 수 없었다.  자신이 전까지만 해도 당나귀를 타고 학교에 다녔다는 것을 쓴 자신의 저서에서 자신의 직접 세대가 파키스탄에서 전아시아 단체의 소유자들이었다고 나왔다.  이것이 국민 투표에서 어떻게 독재자가 본국을 꺾은 것이었다.  이 국면이 위법의 권력과 단 하나 가족의 장래의 동기를 비준하는 데 끊임없이 형성된 동안 파키스탄의 헌법은 결과로서 서민들에게 정의의 입수를 성원하지 않았다.
이것들은 파키스탄이 1963년 경솔하게 미국을 바다베르에서 페샤와르 근처에 야영시켜 그 공역과 공군 기지를 이용하는 데 허락한 세월이었다.  그 일은 당시 유명한 U2 정찰기 격추 사건이 일어날 때이자 니키타 흐루쇼프에 의하여 파키스탄의 지도에 놓여진 붉은 동그라미 표시가 파키스탄을 소련과 열린 분쟁으로 운명을 지었다.
인도와 1965년 분쟁이 있는 동안 그 일은 국민 투표의 공공적 표출로 미루어야 했고, 휴전이 최소한 2개의 정당에서의 기정의 이익들을 채우고, 그때까지 미국은 심하게 베트남을 점령하였고 그 수단들을 아낄 수 없었다.  증가된 중공의 영향력이 당시 이 비판적인 지방에서 권력의 영향력들을 옮길 수 있었고, 베트남은 그때까지 완료적으로 전쟁을 패하지 않았다.  분쟁의 원인들은 결단을 내리지 않은 것으로 남았으나 아유브 칸 장군은 당시 육군 최고 사령관 무사 칸 장군에 신임들을 전달하는 대신 자신을 육군 원수의 계급 훈장이 주어지는 데 시인하였다.

### 직무에서 최종의 세월들
1969년 그는 줄피카르 알리 부토와 마울라나 바샤니를 제외한 야당 동맹과 협상들을 열었다.  하지만, 이른바 육군 안에서 분대들에 의한 검토를 지속하는 데 격려된 바샤니와 부토로부터 증가하는 압력 아래 자신 소유의 헌법의 위반에서 그를 권력을 국회의 연설자에게 양도하는 데 요구하였다.  그해 3월 25일 아유브 칸은 파키스탄의 통치를 최고 사령관 야히아 칸에게 넘겼다.  그는 대통령의 가장 충성적인 부하였고, 1966년 7명 이상의 고령 장군들을 육군의 최고 직위로 승진시켰다.

## 유산
아유브 칸의 유산은 섞였는 데 그는 자신의 국민들을 위하여 의회 민주주의가 어울리지 않았던 다른 독재자 같은 것을 믿는 민주주의에 반대하였다.  많은 후임의 군사 독재자들처럼 그는 정치인과 정당들을 경멸하였다.  하지만 대통령직에서 자신의 초기 세월 동안, 그는 소련에 대항하는 데 미국의 편을 들고, 귀국에 막대한 경제 성장에 결과를 가져온 원조에 수십억 달러를 받았다.
그는 비료를 매수하고 관개 개발을 통하여 농업을 현대화하고, 자유주의 세금의 이익들과 산업적 성장을 자극하였다.  그의 지배의 10년간 세월에 국내 총생산이 45%로 오르고, 제조품들이 면화 같은 전통적 수출품들을 차지하기 시작하였다.  그 일은 그의 정책들이 상류층 가족들과 군사와 함께 한 영주들을 보상하는 데 맞게 만든 것으로 단언되었다.  그의 독재 정권이 떨어진 동안 정부가 이른바 "개발의 10년"을 축제벌이고 있을 때 증가적으로 빈부차의 이유로 집단의 항의들이 일어났다.
그는 위신의 계획들을 피하고, 세계에서 7번째로 가장 많은 인구 - 1억 1천 5백만명을 가진 국가에서 산아 제한을 강조하였다.  그는 만약 가족의 계획이 없다면 "파키스탄인들이 파키스탄인들을 먹는다."란 세월이 확실히 온다고 진술과 함께 비판을 퇴장시켰다.  외교 정책에서 그는 특히 서방과 미국의 자신의 동맹들을 유지하여 당시 소련에 날으는 U2 정찰기를 위하여 바다베르와 페샤와를 공군 기지를 이용하는 데 미국을 허락하였다.

## 비판
자유 연설의 진압과 정치적 자유의 주위로 추가로 정부의 부패와 족벌주의는 불안을 증가시켰다.  자신의 아들들과 가족의 늘어난 개인적 재산의 비판, 특히 이른바 부정 수단으로 조작된 파티마 진나에 대항하는 1964년의 대통령 선거에서 자신의 부친의 당선 후 그의 아들의 활동들은 많은 작가들에 의한 비판의 주제이다.  고하르 아유브는 노골적으로 도발하는 운동과 많은 주민들이 사망하면서 반대하는 단체들 사이에 맹렬한 충돌로 이끈 시위 운동을 멈추는 데 시민 행정들의 실패에서 카라치에 있는 적대의 영토의 핵심 지역으로 승리의 행렬을 이끌었다고 말하였다.  고하르 아유브는 또한 가족의 부패와 자신의 장인이자 퇴직한 중령 하비불라 칸 카타크와 자신의 비지니스 연결들을 통하여 편파의 의문들에 시간이 놓인 동안 비판들을 향하기도 하였다.  1969년 한 서방의 시사해설자는 그의 가족의 재산이 1천 ~ 2천만 달러의 범위에 놓인 동안 고하르 아유브의 개인적 재산이 당시 4백만 달러인 것을 측정하였다.
아유브 칸은 권력과 인기를 둘다 잃기 시작하였다.  하나의 경우에 동파키스탄을 방문하는 동안 그날의 신문에 보고되지 않았어도 그에게 암살 시도가 실패하였다는 일이 있었다.
아유브 칸은 자신이 가져야 할 다른 국가 원수들에게 수여된 상과 또한 자신을 육군 원수의 계급으로 진급시킨 근거에 자신이 파키스탄의 최고 시민상인 니샨에파키스탄 상을 수상하는 데 부하들에 의하여 설득되었다.
그의 지배 아래 국가에서 증가하는 경제적 불균형과 함께 이미 가진 나쁜 상황을 집합시켜 주요 설탕 제조업자들에 의한 축적과 시장 조작은 1kg의 설탕의 조절된 가격이 1 루피나 오르는 결과를 가져오고, 전체의 인구가 거리들로 갔다.  아유브 칸의 인기가 폭락하면서 그는 지배를 포기하기로 결정하였다.
1971년 동파키스탄의 분리로 이끈 방글라데시 독립 전쟁이 일어날 때 아유브 칸은 서파키스탄에 있었고, 전쟁의 사건들에 소감을 남기지 않았다.  1974년 이슬라마바드에서 66세의 나이로 사망하였다.

## 개인 생활
아유브 칸의 아들 고하르 아유브 칸은 나와즈 샤리프 정부에서 외무 장관이었다.  고하르의 아들이자, 아유브 칸의 손자 오마르 아유브 칸은 현재 재무 장관을 맡고 있다.

## 같이 보기
- 냉전